# Chi vuol essere milionario?
 (septembre 2021).
Si vous disposez d'ouvrages ou d'articles de référence ou si vous connaissez des sites web de qualité traitant du thème abordé ici, merci de compléter l'article en donnant les références utiles à sa vérifiabilité et en les liant à la section « Notes et références ».
 (septembre 2021).
- Si vous ne connaissez pas le sujet, laissez ce bandeau (vous pouvez alors contacter les auteurs).
- Si vous supprimez le contenu mis en cause (vous pouvez préalablement contacter les auteurs),

argumentez précisément cette suppression dans la page de discussion
(un manque de référence n'est pas un argument ; une recherche réelle de référence doit avoir été effectuée, être formellement documentée).
Chi vuol essere milionario? (ce qui signifie en italien « Qui veut être millionnaire ? ») est la déclinaison italienne du jeu télévisé britannique Who Wants to Be a Millionaire?. Diffusée depuis le 22 mai 2000 sur les ondes de la télévision privée Canale 5, l'émission est présentée par l'animateur Gerry Scotti.
L'adaptation du jeu britannique voit le jour en l'an 2000 sous le nom de Chi vuol essere miliardario? (« Qui veut être milliardaire ? »), la somme maximale pouvant être remportée par les candidats étant alors de 1 milliard de lires. En 2001, l'entrée de l'Italie dans la zone euro, faisant passer le gain maximal à 1 million d'euros, rend nécessaire le changement de nom de l'émission.
Le concept du programme est similaire à celui développé dans les autres pays où il est diffusé, le but du jeu étant de parvenir à remporter la somme maximale en jeu en répondant correctement à une série de quinze questions sur la base de questionnaires à choix multiple traitant de culture générale. Deux paliers ont été mis en place afin de permettre autant que possible aux candidats de remporter une somme minimale : le premier palier est atteint au bout de la cinquième question (3 000 euros), le second au bout de la dixième (20 000 euros).
Dans la version italienne du jeu, les candidats disposent de quatre jokers : le coup de téléphone à un ami (Telefonata a casa), le 50/50 (Cinquanta e cinquanta), l'aide du public (Aiuto del pubblico) et le switch, qui permet de changer de question en cas de difficulté. Ce joker, qui n'est présent que dans certaines déclinaisons nationales, ne peut être débloqué qu'à partir du premier palier, à l'issue des cinq premières questions.

## Échelle des Gains

### Chi vuol essere miliardario?(2000-2001)

#### Pyramide des gains (Montepremi) (22 mai 2000-1er décembre 2001)
- 1. question • 100 000 ₤
- 2. question • 200 000 ₤
- 3. question • 300 000 ₤
- 4. question • 500 000 ₤
- 5. question • 1 000 000 ₤ (Somme garantie)
- 6. question • 2 000 000 ₤
- 7. question • 4 000 000 ₤
- 8. question • 8 000 000 ₤
- 9. question • 16 000 000 ₤
- 10. question • 32 000 000 ₤ (Somme garantie)
- 11. question • 64 000 000 ₤
- 12. question • 125 000 000 ₤
- 13. question • 250 000 000 ₤
- 14. question • 500 000 000 ₤
- 15. question • 1 MILLIARD (MILIARDO)

### Chi vuol essere milionario?(2002-2011; 2018-)

#### Pyramide des gains (Montepremi) (13 janvier 2002-9 décembre 2007)
- 1. question • €50
- 2. question • €100
- 3. question • €200
- 4. question • €300
- 5. question • €500 (Somme garantie)
- 6. question • €1 000
- 7. question • €2 000
- 8. question • €4 000
- 9. question • €8 000
- 10. question • €16 000 (Somme garantie)
- 11. question • €35 000
- 12. question • €70 000
- 13. question • €150 000
- 14. question • €300 000
- 15. question • €1 MILLION (MILIONE)

#### Pyramide des gains (Montepremi) (14 janvier 2008-29 juillet 2011; 7 décembre 2018- en cours)
- 1. question • €500
- 2. question • €1 000
- 3. question • €1 500
- 4. question • €2 000
- 5. question • €3 000 (Somme garantie)
- 6. question • €5 000
- 7. question • €7 000
- 8. question • €10 000
- 9. question • €15 000
- 10. question • €20 000 (Somme garantie)
- 11. question • €30 000
- 12. question • €70 000
- 13. question • €150 000
- 14. question • €300 000
- 15. question • €1 MILLION (MILIONE)